# Martinismus

Das Hexagramm – Symbol und „Pentakel“ des Martinismus

Der Martinismus ist eine Sammelbezeichnung für einige esoterische/okkulte Richtungen der Freimaurerei, die in verschiedener Form auf Martinès de Pasqually zurückgeführt werden. Man unterscheidet zwischen den Martinezisten, die nach dem älteren System von Martinès de Pasqually arbeiten und den Martinisten, die nach dem abgeänderten System von Louis Claude de Saint-Martin (1743–1803) arbeiten. Mit aus der Gnosis entlehnten Komponenten gelangten erstmals im 18. Jahrhundert derartige Strömungen in die Nähe der Freimaurerei.

## Ursprung

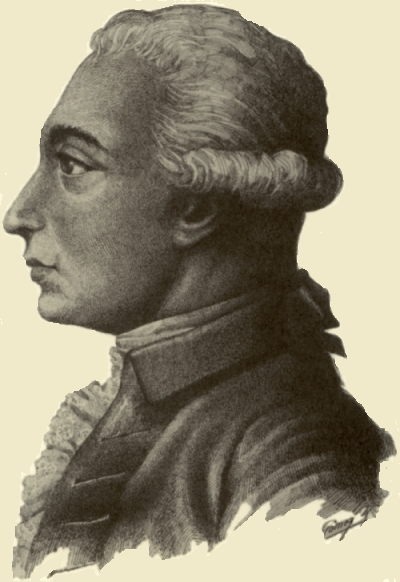
Louis Claude de Saint-Martin

Martinès de Pasqually begründete angeblich einen Hochgrad-Freimaurerorden namens Élus Coën. Nachdem der okkulte Charakter des Élus Coën durch einige Indiskretionen bekannt wurde, verbot die zuständige Großloge die Tätigkeit, da die Regularität bezweifelt wurde. Weil die französische Regierung die Freimaurerei seit 1737 in ganz Frankreich verboten hatte, reorganisierte Pasqually den Orden. Als Ersatz für die inzwischen aufgelöste Großloge bestimmte er im März 1767, dass ein Tribunal Souveräin seines Élus Coën, nunmehr die oberste Freimaurer-Behörde sei, wozu er angeblich während einer Geisterbeschwörung ermächtigt worden sei. Der Orden nannte sich nunmehr Ordre des Chevaliers Maçons Élus Coëns de l’Univers. Als „Geheimaufseher“ leitete Pasqually als höchster Chef diesen Orden, in den auch Louis Claude de Saint-Martin ein führendes Mitglied wurde. Das damalige System der Logengrade nannte die Inhaber des höchsten Grades „Très Puissant Maitre“. Dieser Begriff findet sich später auch bei den Martinisten. Pasqually setzte seine Lehre aus gnostischen, manichäischen, katharischen Elementen zusammen, denen er Bausteine aus den Traditionen der hermetischen und christlich-jüdischen Esoterik hinzufügte, wie er sie in der spanischen Kabbala, der Christlichen Kabbala Knorr von Rosenroths und seines Sulzbacher Kreises vorfand. Um 1770 hatte sich in Frankreich unter Pasqually und Saint-Martin ein System des sogenannten Illuminismus verbreitet, das – im Gegensatz zum deutschen Illuminatenorden – gegenaufklärerische Ziele anstrebte und den Gold- und Rosenkreuzern nahestand. Anfänglich grenzte sich der Martinismus klar von den protestantischen Rosenkreuzern ab. Erst im 19. Jahrhundert wurden auch Rosenkreuzer in die Martinisten-Orden aufgenommen und es entstand zwischen den beiden Lehren Verbindungen.

### Die „älteren“ Martinisten
Bedeutend für den Martinismus sind die Werke Saint-Martins, der unter anderem mit „Irrtümer und Wahrheit“ den damaligen Nerv der kulturellen Elite Frankreichs traf und nach dem einigen Autoren zufolge der Martinismus so benannt wurde. Darin erklärt er dem Suchenden oder auch Hommes de désir, den göttlichen Ursprung durch den Weg des Herzens wiederzufinden. Der Mensch wird aufgefordert sich nicht im Alltag dahin treiben zu lassen, sondern bewusst die Gegenwart wahrzunehmen und sie zu gestalten. Saint-Martin wurde durch die Werke des deutschen Schuhmachers und Philosophen Jakob Böhme inspiriert, die er teilweise ins Französische übersetzte. Nachdem sein Werk „Irrtümer und Wahrheit“ 1782 von Matthias Claudius ins Deutsche übersetzt worden war, folgten weitere Bücher und Schriften:
- L’Homme de désir – Der Suchende, (1790)
- Ecce homo – Seht welch ein Mensch, (1792)
- Le Nouvel Homme – Der neue Mensch, (1792)
- Le crocodile, ou la guerra du Bien et du Mal – Das Krokodil oder der Kampf zwischen Gut und Böse, (1799)
- Le Ministère de l’homme-esprit – Der Dienst des Geistmenschen, (1802)

Nach Saint-Martins Tod 1803, nannten sich die Anhänger seiner Philosophie und Theosophie fortan Martinisten. Saint-Martin hat jedoch erwiesenermaßen keine organisierte Jüngerschaft hinterlassen und das Logenwesen immer nur als etwas Äußerliches betrachtet, das innerlich befruchtet werden müsse. Konsequent bat er dann auch seinen Freund Willermoz um 1790, seinen Namen aus den freimaurerischen Listen zu tilgen, um sich fortan individuell dem Göttlichen widmen zu können. Nichtsdestoweniger benutzten im 19. und 20. Jahrhundert verschiedene esoterische Organisationen Saint-Martin nicht nur als Namenspatron und Quelle, sondern leiteten auch die Abstammung ihrer eigenen Organisation durch fantasievoll ausgeschmückte Sukzessionsketten, auf ihn zurück, um den Anschein der Authentizität zu erwecken. Bemerkenswerterweise wurden dabei zwei verschiedene Sukzessionsketten angeführt, um den 1891 gegründeten Ordre Martiniste mit der Tradition der älteren Martinisten in Verbindung zu bringen, an deren Ende Gérard Encausse, der angeblich 1882 in die Interna des Martinismus eingeweiht worden sein will, sowie der Bibliothekar des Museum Guimet (frz.: Musée Guimet), Augustin Chaboseau standen. So führte der französische Okkultist Gérard Encausse alias Papus, mit Unterstützung von Stanislas de Guaita, die zerstreuten Martinisten 1888 in dem Martinistenorden Ordre Martiniste zusammen. Papus' Bemühung führten zu einer erneuten Blüte des Martinismus. Nach dem große Pariser Kongress Spirite et Spiritualiste International im September 1889 entstanden 27 Martinistenlogen in Frankreich, 33 in Deutschland, 36 in den Vereinigten Staaten sowie 9 in Schweden.

### Die „jüngeren“ Martinisten
Wie schon den „älteren“ Martinisten diente Saint-Martin auch vielen „jüngeren“ Martinisten als Namenspatron. Es gab innerhalb des Martinismus zu Beginn des 20. Jahrhunderts jedoch auch Richtungen, die sich primär auf Pasqually und dessen Lehren des Élus Coën bezogen. Eine immer wieder behauptete organisatorische Sukzessionslinie, die zu den „älteren“ Martinisten des 18. Jahrhunderts führt, ist historisch nicht nachweisbar. Die „jüngeren“ Martinisten sind ideengeschichtlich jedoch von den „älteren“ Martinisten abhängig. Neben den geistigen Ahnherren Pasqually und Saint-Martin beziehen sich die „jüngeren“ Martinisten auch auf die Alchemisten Heinrich Khunrath und Alexander Seton, die Theosophen Jakob Böhme und Johann Georg Gichtel sowie auf Hochgradmaurer wie Jean Baptiste Willermoz und Rudolf von Salzmann. Letztere Strömung wird innerhalb vom Martinismus auch „Willermozismus“ bezeichnet.

## Lehre und Gradsystem
Ihrem Selbstverständnis zufolge sieht sich der Martinismus als eine spirituelle Initiationsgemeinschaft. Ihre Kandidaten folgen einem Einweihungspfad, mit dem Ziel den Kandidaten mit einem Schöpfungsprinzip in Verbindung zu bringen, um ihm so Zugang zum geheimen Wissen der Schöpfung zu ermöglichen. Dabei soll der Martinismus eine Basis für die spirituelle Transformation des Menschen bilden. Mit ritueller Arbeit soll der Kandidat Antworten auf den Ursprung und die Ziele der menschlichen Entwicklung bekommen. Dabei verwendeten die Martinisten ursprünglich Elemente der Manichäer und Katharer sowie aus der Christliche Mystik und Jüdische Mystik. Später kamen auch Alchemie, Hermetik und Tarot hinzu.
Der ursprüngliche Ordre des Chevaliers Maçons Élus Coëns de l’Univers von Pasqually arbeitete mit anfänglich drei und später acht Logengraden. Diese beruhten auf dem Gradsystem der Freimaurer des 18. Jahrhunderts aus Frankreich und Deutschland. Die neuzeitlichen Martinisten-Orden nach den Lehren von Gérard Encausse arbeiten mit drei oder maximal fünf Logengraden.
1. Associé
2. Commencé
3. Supérieur Inconnu (S::I::)
4. Supèrieur Inconnu Initiateur (S::I::I::)
5. Initiateur Libre (I::L:: oder S.I.IV)

Die ersten beiden Grade sollen den Kandidaten in die wichtigsten Lehren des Martinismus einführen. Im dritten Grad wird die eigentliche Initiation vermittelt, die Saint-Martin seinen ursprünglichen Schülern gab. Die Grade 4 und 5 sind Verwaltungsgrade und den Meistern und Großmeistern vorbehalten. Diese können Meister ernennen und neue Martinisten-Orden gründen. Einzelne aktuelle Martinisten-Orden verwenden auch das Gradsystem der Rosenkreuzer oder Arbeiten nach dem Alten Angenommenen Schottischen Ritus (AASR) und dem Schwedischen Ritus.

## Martinisten-Orden
Die nachfolgende Auflistung ist unvollständig. Sie enthält die bedeutendsten Martinisten-Orden, Orden die den Martinismus prägten sowie aktuelle Orden.

### Ordre Martiniste (M:-:O:- oder OM)

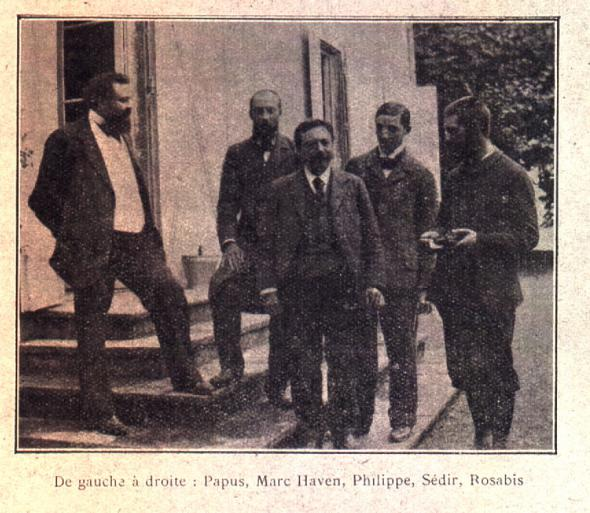
Gérard Encausse und Mitglieder des Ordre Martiniste

Der Ordre Martiniste wurde 1888 von Gérard Encausse (Papus) mit Unterstützung von Augustin Chaboseau und Joséphin Péladan gegründet. Bei der Ordensgründung bestanden noch keine Struktur sowie Initiationsrituale. Bei den Lehrinhalten distanzierte sich Gérard Encausse deutlich von den Theorien der damals populären Theosophischen Gesellschaft, die sich an östlichen Weisheitslehren orientierte. Im Ordre Martiniste lag der Schwerpunkt bei westlichen Mysterien wie der Kabbala, Alchemie, Tarot bis hin zur Hermetik. 1890 wurde für die Ordensleitung das „Supreme Conseil“ gegründet. Dieses bestand aus 29 Mitgliedern. Darunter befanden sich u. a. Augustin Chaboseau, Stanislas de Guaita, Maurice Barrès, F.-Ch. Barlet, Joséphin Péladan, Lucien Chamuel sowie Victor-Émile Michelet. Als Großmeister wurde Gérard Encausse gewählt. Fortan gliederte sich der Orden in einen äußeren Orden mit zwei Graden sowie in einen inneren Orden mit wiederum zwei Graden. Der innere Orden wurde Ordre des Silencieux Inconnus (S:-:I.:) bezeichnet. Angelehnt an die Strikte Observanz der Freimaurer umfasste der inneren Orden die Unbekannten Oberen. Im gleichen Jahr veröffentlichte der Orden die erste Ausgabe der martinistischen Zeitschrift L'Initiation. In Frankreich entstanden jetzt verschiedenen Martinisten-Logen. Allein in Paris etablierten sich die Logen Le Sphinx, Hermanubis, Velleda und Sphinge. Rasch entstanden auch Logen in Belgien, Deutschland, England, Spanien, Italien, Ägypten, Russland, Tunesien, den Vereinigten Staaten, Argentinien, Guatemala und Kolumbien. Während des Ersten Weltkriegs fiel der Ordre Martiniste in einen Dornröschenschlaf. Einzelne Ordensmitglieder gründeten neue martinistische Gruppen, welche meistens nur für kurze Zeit bestanden. Nachdem der Ordensgründer Gérard Encausse am 25. Oktober 1916 starb, entstand ein Streit über seine Nachfolge, weil sowohl Jean Bricaud wie auch Victor Blanchard sich als legitimer Großmeister sahen. Schließlich ging 1919 die Ordensführung an Jean Bricaud in Lyon über. Dieser war Vorsteher vom Ordre Martiniste-Martinéziste (Ordre Martiniste de Lyon). Die Wahl von Bricaud war umstritten und provozierte einige Auseinandersetzungen mit den Pariser Logen und insbesondere in Belgien, welche seine Position ablehnen. Jean Bricaud versuchte den Ordre Martiniste zu masonisieren und fortan wurden nur noch Freimaurermeister und Rosenkreuzermeister aufgenommen. Eine Anerkennung der regulären freimaurerischen Obödienzen blieb jedoch aus. Weiter schrieb er die martinistischen Rituale völlig um, in denen er Elemente aus der Gnosis integrierte. Daneben erweiterte er das Gradsystem von vier auf sieben Grade. Seine Änderungen erfuhren wenig Unterstützung, so dass sein Wirken sich nur auf die Logen in der Region Lyon beschränkte. Im Jahr 1931 verfasste er zusammen mit dem „Conseil de l'Ordre“ das Regelwerk „Constitution et Reglement General“ um die Logen wieder zu vereinen. Dies konnte aber nicht verhindern, dass sich viele Logen nach wie vor weigerten, sich seiner Führung unterzuordnen. Einzelne Logen begannen sich abzuspalten und gründeten eigene Orden. Im April 1932 gab Jean Bricaud sein Amt als Großmeister ab und überließ diese Funktion Victor-Émile Michelet. Während des Zweiten Weltkriegs verbot das Vichy-Regime in Frankreich die Freimaurerei und der Ordre Martiniste war offiziell inaktiv. Im Jahr 1952 wurde der Orden von Philippe Encausse, dem Sohn von Gérard Encausse offiziell wiederbelebt. 1979 gab er sein Amt als Großmeisters an Emilio Lorenzo ab. Im Oktober 2016 wird André Gautier der neue Großmeister des Ordre Martiniste. Heute hat der Orden Logen in Europa, den Vereinigten Staaten, in Afrika, im Mittlerer Osten sowie in Asien.

### Ordre Kabbalistique de la Rose-Croix (OKRC)

Stanislas de Guaita, Gründer des Ordre Kabbalistique de la Rose-Croix

Der personell eng mit dem Ordre Martiniste verflochtene Ordre Kabbalistique de la Rose-Croix (Kabbalistischer Orden vom Rosenkreuz) wurde 1888 in Paris von Joséphin Péladan und Stanislas de Guaita gegründet. Zu den Mitgliedern zählten unter anderem der Arzt Gérard Encausse (Papus), der Astrologe und Alchemist Albert Faucheaux (1838–1921) und der Schriftsteller Paul Adam (1862–1920). Der OKRC hatte von Anfang an eine stark okkulte Ausrichtung. De Guaita, der sich selbst als ein „Rosenkreuzer der linken Hand“ bezeichnete, war überzeugter Satanist sowie Paganist. Péladan vertrat hingegen als katholischer Mystiker das eher christkatholische Rosenkreuzertum. 1890 kam es im Orden zu einem Schisma: Joséphin Péladan (Sar Meroda) trat aus dem Orden aus, unter anderem weil er sich an der satanischen Ausrichtung de Guaitas störte und seine esoterischen Interessen mehr durch katholischen Frömmigkeit geprägt waren. Péladan rief daraufhin seinen Ordre de la Rose Croix Catholique, du Temple et du Graal ins Leben. Der OKRC kannte ursprünglich drei Einweihungs-Grade und einen geheimen vierten Grad. Neben der Geschichte der westlichen esoterischen Tradition, mit Schwerpunkt Rosenkreuzertum, ist Jüdische Mystik Lehrbestandteil. Der Orden besteht noch heute und arbeitet in einigen Graden mit den Riten vom Memphis-Misraïm-Ritus.

### Société alchimique Rose-Croix
Die Société alchimique Rose-Croix wurde von dem Okkultisten und Rosenkreuzer François Jollivet-Castelot 1896 gegründet. Als früheres Mitglied Ordre Kabbalistique de la Rose-Croix war er auch Präsident der rosenkreuzerischen Société alchimique de France. In dem kurzlebigen Orden wurden neben Alchemie, der Hermetischen Kabbala auch Hylozoismus gelehrt. Der Orden beteiligte sich auch an den martinistischen Zeitschriften L'Initiation und Le Voile d'Isis.

### Fraternitas Thesauri Lucis (F.T.L)
Nach Auseinandersetzungen im Ordre kabbalistique de la Rose-Croix gründeten Gérard Encausse (Papus), Marc Haven (Emmanuel Lalande), und Paul Sedir (Yvon Le Loup) den Initiationsorden Fraternitas Thesauri Lucis. Die erste Loge entstand 1889 in Bordeaux. Als Geheimgesellschaft stand der Orden dem christlichen Rosenkreuzertum nahe und berief sich auf die Traditionen des Templerordens. Gelehrt wurde die Gnosis, Alchemie, Hermetik sowie die jüdische Kabbala und Tarot. Der Orden existierte nachweislich bis 1938. Seine Spur verliert sich im Zweiten Weltkrieg.

### Ordre Martiniste et Synarchique (OM&S)

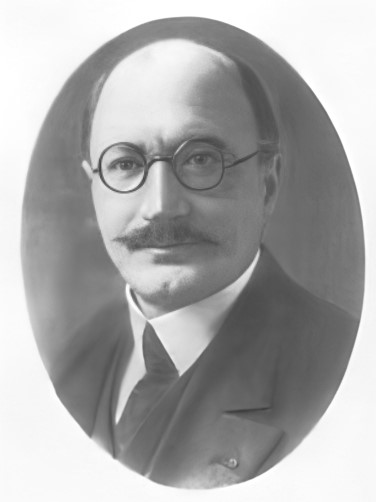
Victor Blanchard, Gründer des Ordre Martiniste et Synarchique

Dieser Orden ist ein Ableger vom Ordre Martiniste und wurde 1920 von Victor Blanchard gegründet. Der Gründer beruft sich auf die direkte Nachfolge von Gérard Encausse (Papus). Blanchard fügte dem Namen des Ordens das Prädikat „synarchisch“ hinzu, aus Ehrerbietung gegenüber Alexandre Saint-Yves d’Alveydre, der Papus' intellektueller Lehrer war. Der OM&S steht in Verbindung mit der Gnostisch Katholische Kirche, in der Victor Blanchard ab 1918 ein Pontifikat als Bischof hatte. Edouard Bertholet, der Meister der Schweizer OM&S-Loge gründete 1942 den Rosenkreuzerorden Rose-Croix de L’Orient (RCO). Der OM&S hat sein rechtlicher Sitz in Saint-Vivien (Charente-Maritime) und hat Logen in Frankreich, Griechenland, Kanada und Indien.

### Ordre Martiniste Traditionnel (TMO)
Der Ordre Martiniste Traditionnel wurde 1931 von Augustin Chaboseau und Victor-Émile Michelet gegründet. Der Orden beruft sich auf die direkte Sukzessionslinie zu Louis-Claude de Saint-Martin. Um ihn von den zahlreichen damals existierenden „pseudomartinistischen“ Organisationen zu unterscheiden, fügten sie dem Namen das Prädikat „traditionell“ hinzu. Im Jahr 1936 wird Ralph Maxwell Lewis, wie bereits zuvor sein Vater Harvey Spencer Lewis in den TMO aufgenommen. Ralph M. Lewis ist führendes Mitglied im Alten und Mystischen Orden vom Rosenkreuz  (AMORC). 1939 wird Ralph M. Lewis in die Vereinigten Staaten geschickt, um dort den Traditional Martinist Order zu eröffnen und den Martinismus zu etablieren. Dafür erhält er von Augustin Chaboseau und Victor Blanchard ein entsprechendes Patent. Als sich 1946 der AMORC im Nachkriegseuropa neu organisierte, wurde beschlossen, dass der TMO seine Aktivitäten innerhalb des AMORC ausüben soll. Zu dieser Zeit ist Ralph M. Lewis Imperator im AMORC wie auch Souveräner Großmeister des TMO. Der TMO nimmt nur Mitglieder des AMORC auf, dessen jeweiliger Imperator (Leiter) zugleich Leiter des TMO ist. 1990 entstand der Traditional Martinist Order of the U.S.A. Inc mit der Militia Crucifera Evangelia. In diesem werden nur ausgelesene Mitglieder aufgenommen, welche damit einen weiteren inneren Orden des AMORC bilden. Seit den 1970er-Jahren hat der TMO eine Verbindung zur Eglise Gnostique Catholique Apostolique. In Frankreich hatte der TMO in den 1960er-Jahren mehr als 20 Logen und im Jahr 1993 hatte der französische TMO rund 6.000 Mitglieder. Der TMO hat Logen in den Vereinigten Staaten, im Vereinigten Königreich, Frankreich, Italien, Deutschland und in den Niederlanden.

### British Martinist Order (BMO)
Der British Martinist Order (BMO) ist ein weiterer Ableger des Ordre Martiniste Traditionnel. Gegründet wurde der BMO 1991 von dem AMORC-Großmeister John Fox (Penmedio) und dem souveränen Großmeister Gary Stewart (Takla). Der Orden arbeitet eng mit dem AMORC zusammen und hat Logen in den Vereinigten Staaten, Kanada, Brasilien, Ghana und im Vereinigten Königreich.

### Rose Croix Martinist Order (R+CMO) und der Rose+Croix Martinist Order
Der Rose+Croix Martinist Order mit Sitz in Ohio (Kanada) wurde 1982 und der in den Vereinigten Staaten ansässige Rose Croix Martinist Order 1991 gegründet. Beide Orden haben Verbindungen zum Ordre Martiniste Traditionnel (TMO). In beiden Orden sind nur Freimaurer und/oder Rosenkreuzer zugelassen.

### Ordre Martiniste Libre (OML)
Der Orden sieht sich in der Sukzessionslinie zu den Ordre des Chevaliers Maçons Élus Coëns de l’Univers. Der Orden wurde 1983 von Pierre Rispal gegründet der ein Patent als „Großmeister der Martinisten“ hinterlegt hatte. Der Orden wird von einem gewählten Großmeister geleitet, der von einem Obersten Rat unterstützt wird, dem alle Logenmeister der Logen (Kapitel) angehören. Der OML hat Verbindungen zum Ordre Martiniste Initiatique, dem Ordre Martiniste Initiatique Rénové sowie dem Ordre Martiniste et Synarchique (OM&S). Er hat Logen in Frankreich, Belgien, Luxemburg, den Vereinigten Staaten, Kanada, der Schweiz und in Tschechien. Im Jahr 2013 zählte er rund 20 Logen mit einer Gesamtmitgliederzahl von etwa 300 Eingeweihten.

### Hermetic Order of Martinists (HOM)
Der Hermetic Order of Martinists wurde 1984 im Vereinigten Königreich gegründet. Es werden nur Mitglieder aufgenommen, die zugleich Freimaurer-Meister einer anerkannten Großloge und Mitglied in der Rosenkreuzergesellschaft Societas Rosicruciana in Anglia sind.

### Ordre Reaux Croix (O∴R∴C∴)
Der Orden wurde 2002 in Norwegen zum 250-jährigen Jubiläum des Ordre des Chevaliers Maçons Élus Coëns de l’Univers gegründet. Der O∴R∴C∴ lehrt christliche wie auch jüdische Mystik sowie die Lehren von Martinez de Pasqually und Jean-Baptiste Willermoz. Gearbeitet wird nach dem freimaurerischen Alten Angenommenen Schottischen Ritus (AASR). Die O∴R∴C∴-Großloge befindet sich in Norwegen. Weitere Logen gibt es in Schweden, Spanien, Griechenland, Argentinien, Brasilien, Kanada, in den Vereinigten Staaten und im Vereinigten Königreich.

### Ordre Martinistes Souverains (O∴M∴S∴)
Der Ordre Martinistes Souverains wurde 2013 in den Vereinigten Staaten gegründet. Er beruft sich auf den von Pasqually gegründeten Ordre des Chevaliers Maçons Élus Coëns de l’Univers sowie auf den Ordre Martiniste von Gérard Encausse. Der esoterische Orden arbeitet nach der Strikten Observanz von Jean Baptiste Willermoz. Trotz der stark rosenkreuzerischen Prägung, lehnt der Orden die Lehren und eine Zusammenarbeit mit dem AMORC ab. Der Orden hat Logen in den Vereinigten Staaten, Kanada, Schweden, Norwegen, Griechenland, Brasilien und im Vereinigten Königreich.

### Weitere Martinisten-Orden
- Grand Chapitre Martiniste / Grand Prieuré des Gaules (1935, Frankreich)
- Ordre Martiniste des Élus Coën (1942, Frankreich)
- Ordre Martiniste Rectifié (1948, Frankreich)
- Fédération des Ordres Martinistes (1958, Frankreich)
- Ordre Martinist de Paris (1960, Frankreich)
- Ordre Martiniste Belge (1968, Belgien)
- Martinisten Orde der Nederlanden (1968, Niederlande)
- Ordre Martiniste Initiatique (1970, Frankreich)
- Ordre Martiniste des Chevaliers du Christ (1971, Frankreich, Belgien, Spanien, Portugal, Griechenland, Vereinigte Staaten)
- Martinisten Orde der Nederlanden in België (1977, Belgien, Niederlande)
- Occult Martinist Order (2018, Russland, Brasilien)
- Holy Celtic Order of the Temple / Liberal Catholic Martinist Order (Vereinigtes Königreich, Schweiz)
- Ordre Martiniste Hermetique de Belgique (Belgien)
- Cadre Vert (Belgien)
- Fraternité Martiniste Opérative (Frankreich)
- Martiniste Initiatique Rénové (Frankreich)
- Ordre Martiniste Intérieur (Frankreich)
- Ordre Martiniste Opératif (Kanada)
- Ordre Martiniste des Rites Unis (Frankreich)
- Martinist Order of the Golden and Rosy+Cross (Kanada, Brasilien, Vereinigte Staaten, Australien Russland)
- Orden Martinista Tradicional Primitiva (Frankreich, Spanien, Belgien, Kanada)
- Sovereign Autonomous Ancient Martinist-Martinezist Order
- Theurgical Martinist Order
- Martinist Order of Unknown Philosophers